# Клювгант Діна Еммануїлівна
Діна Еммануїлівна Клю́вгант (нар. 23 лютого 1913, Добре — пом. 7 січня 2008, Одеса) — українська художниця декоративно-ужиткового мистецтва і педагогиня; членкиня Спілки радянських художників України з 1959 року.

## Біографія
Народилася 10 [23] лютого 1913 року в селі Доброму Херсонської губернії Російської імперії (нині Україна). Упродовж 1931—1936 років навчалася у Одеському художньому інституті/училищі у Олексія Шовкуненка, Олександра Постеля, Михайла Жука, Григорія Теннера, Юлія Бершадського. Дипломна робота — статуетка «Піонерка з барабаном» та чайний сервіз «Щасливе дитинство» (керівник Михайло Жук).
Протягом 1936—1938 років працювала на Дмитровському фарфоровому заводі (Московська область); у 1938—1950 роках — на Первомайському фарфоровому заводі (Ярославська область); у 1950—1951 — на Кучинському заводі керамічних виробів (Балашиха); у 1951—1955 роках — на Конаковському фаянсовому заводі (Калінінська область); у 1956—1958 роках — на Будянському фаянсовому заводі (Харківська область). У 1958—1960 роках викладала в Одеському художньому училищі. З 1961 року працювала у керамічному цеху Одеського відділення Художнього фонду України.
Була одружена з українським керамістом Іваном Гончаренком.
Жила в Одесі в будинку на вулиці Чичеріна/Успенській, № 119, квартира № 13.
Померла в Одесі 7 січня 2008 року.

## Творчість
Працювала в галузі художньої кераміки. Створювала разом з чоловіком зразки керамічних виробів для серійного виробництва: художні чайні, кавові та столові сервізи, декоративні вази, подарункові і сувенірні вироби з фарфору, фаянсу, майоліки; у 1980–1990-х роках — керамічні декоративні вироби малих форм.
Серед робіт:
- глечик «Гарбузики» (1960);
- вази — «800-річчя Москви» (1947), з портретом Тараса Шевченка (1961, Національний музей українського народного декоративного мистецтва; 1964, у співавторстві), «Україна», «Соняшник» (обидві — 1963), «Українська» (1969);
- декоративні тарелі — «Казковий голуб» (1963), «Веснянка», «Марічка» (обидві — 1967), «Качечка» (1973), «Птах», «Риба», «Зайчик» (усі — 1974), «Український орнамент» (1981), «Метелик» (1985), «Поетична природа» (1998);
- набір «Український орнамент» (1970).

Брала участь у зарубіжних виставках з 1937 року: у Франції (1937, 1954), США (1938), Пакистані, Аргентині, Австрії, Туреччині, Індонезії і Греції (1954), Італії і Німеччині (1950, 1954 і 1980) Греції, Болгарії (1952, 1955), Угорщині (1969); всесоюзних — з 1939 року, республіканських з — 1945 року. Персональна виставка її творів відбулася в Одесі у 1960 році.
Окремі роботи зберігаються в Одеському художньому музеї, Київському музеї українського народного декоративного мистецтва, Музеї кераміки «Кусково» у Москві.